# Etilendiamină
Etilendiamina (IUPAC: etan-1,2-diamină, abreviată en când este ligand) este un compus organic, o diamină cu formula chimică C2H4(NH2)2. Este un lichid incolor cu miros similar de amoniac și prezintă caracter bazic. Este un compus important în sinteza organică, aproximativ 500.000 de tone fiind produse la nivel industrial în anul 1998.

## Obținere
Etilendiamina este produsă la nivel industrial în urma reacției dintre 1,2-dicloroetan și amoniac, la o presiune de 180 °C și în mediu apos:
În urma acestei reacții se generează acid clorhidric, care formează o sare cu grupele aminice. Amina este eliberată prin reacția cu o bază, precum hidroxid de sodiu, și poate fi separată prin rectificare. Ca produși secundari se formează și dietilentriamina (DETA) și trietilentetramina (TETA).
O altă metodă industrială presupune reacția etanolaminei cu amoniac:
Etilendiamina poate fi purificată prin tratarea cu hidroxid de sodiu, etapă urmată de distilare.